# Cassano (Albese con Cassano)
Cassano è una frazione geografica del comune italiano di Albese con Cassano posta ad ovest del centro abitato, verso Tavernerio.

## Storia
Cassano fu un antico comune del Milanese creato il 7 agosto 1469 per secessione da Albesio.
Registrato agli atti del 1751 insieme al cascinaggio di Sirtolo, nel 1786 coi suoi 259 abitanti entrò per un quinquennio a far parte della Provincia di Como, per poi cambiare continuamente i riferimenti amministrativi nel 1791, nel 1797 e nel 1798, quando contava 341 residenti.
Portato definitivamente sotto Como nel 1801, alla proclamazione del Regno d'Italia nel 1805 risultava avere 274 abitanti. Il 4 novembre 1809 il municipio fu soppresso su risultanza di un regio decreto di Napoleone che lo riunì ad Albese, per poi confluire entrambi in Villalbese nel 1812, ma il Comune di Cassano fu restaurato il 12 febbraio 1816 dagli austriaci dopo il loro ritorno. Nel 1853 risultò essere popolato da 461 anime scese a 435 nel 1871, mentre nel frattempo il governo aveva cambiato il nome della località in Cassano Albese. Il censimento del 1921 registrò 468 residenti, ma il 10 agosto 1928 il regime fascista decise la definitiva soppressione del municipio riaggregandolo ad Albese con Cassano.